# Tatort: Einsatz in Leipzig
Einsatz in Leipzig ist ein Fernsehfilm aus der Kriminalreihe Tatort der ARD, des ORF und SRF. Der Film wurde vom MDR unter der Regie von Thomas Freundner produziert und am 2. Januar 2000 erstmals ausgestrahlt. Es handelt sich um die Tatort-Folge 432. Für den Kriminalhauptkommissar Bruno Ehrlicher und seinen Kollegen Kain ist es der erste Fall, den sie in Leipzig ermitteln.

## Handlung
In Leipzig wird zum wiederholten Mal eine Bank überfallen. Wie schon in den vergangenen Fällen gelingt es den Tätern, bereits im Vorfeld eine falsche Fährte zu legen und zu entkommen. Da von der Polizeidirektion ein Informant aus den eigenen Reihen vermutet wird, beordert man Beamte aus Dresden die Vorfälle aufzuklären. Revierleiter Josef Casati begrüßt aus diesem Anlass Ehrlicher und Kain nebst dem Kriminaltechniker Walter in Leipzig. Die Belegschaft ist allerdings wenig begeistert, auswärtige Beamte gegen sich ermitteln zu lassen, und begegnet den dreien mit Feindseligkeit.
Die Ganovenbrüder Bob und Frieder Vodenka feiern währenddessen ihren neuesten Coup, wobei dieses Mal ein Todesopfer zu beklagen ist. Ihre Komplizin Jenny Golenhofen und Freundin von Frieder macht ihnen Vorwürfe, schließlich war das Opfer eine Polizeikollegin von ihr. Sie leidet sichtlich unter der psychischen Belastung und will aus der Gruppe aussteigen.
Dank Walters akribischer Suche nach Hinweisen findet er ein Polizeifoto, auf welchem die junge Polizistin Jenny Golenhofen schon bei einem früheren Banküberfall zu sehen ist. Die Tatsache, dass sie zufällig nun wieder am Tatort war, erscheint dem Kriminalisten auffällig. Er informiert Ehrlicher und Kain über seine Vermutung, die sich daraufhin mit ihr unterhalten wollen. Sie suchen sie in ihrer Wohnung auf, wo sie von den Vodenka-Brüdern abgeschirmt wird. Dennoch können sie kurz mit Jenny reden und haben danach den Eindruck, dass die drei durchaus als Bankräuber in Frage kommen. Da Jenny nach dem Besuch ihre Ausstiegsabsicht bekräftigt, wird sie in der Nacht von Bob mit einem Kissen erstickt. Seinem Bruder erklärt er, dass seine Freundin abgehauen wäre.
Als am nächsten Tag Ehrlicher erneut vor der Tür steht, wird auch Frieder zunehmend nervös. Er gibt vor, Beziehungsprobleme zu haben, und deswegen sei Jenny auch nicht da. Die Ermittler haben daran begründete Zweifel und versuchen, mehr herauszufinden. Da ihre Vermutungen für eine offizielle Hausdurchsuchung nicht ausreichen, gehen sie den Umweg über eine unangemeldete Steuerprüfung. So erhalten sie Zutritt zum Haus und Ehrlicher kann sich heimlich umsehen. Dabei findet er das Notizbuch von Jenny und kann sich nicht vorstellen, dass sie es bei einer Reise nicht mitnehmen würde. Daher vermutet er, dass sie umgebracht wurde. Um das zu beweisen, benötigen die Ermittler die Leiche. Ehrlicher und Kain gelingt es, diese zu finden, sie können damit den Brüdern ihre Taten beweisen. Diese beschuldigen sich nun gegenseitig des Mordes, nachdem sie die Banküberfälle einräumen. Ehrlicher verspricht Bob Vodenka eine Strafmilderung, wenn er den Hintermann in den Reihen der Polizei bekanntgibt. Dieser gibt sich unfreiwillig selbst zu erkennen und will sich daraufhin erschießen. Das misslingt und er wird festgenommen. Es handelt sich um Josef Casati. Da nun in Leipzig die Stelle des Revierleiters frei geworden ist, soll Ehrlicher diesen Posten bekleiden. Er nimmt an – aber nicht ohne seinen Kain. Auch dieser will nach Leipzig wechseln.

## Hintergrund
Einsatz in Leipzig wurde von der Saxonia Media Filmproduktion GmbH produziert und in Leipzig gedreht. Nach 21 Fällen wechseln Ehrlicher und Kain von Dresden nach Leipzig. Annekathrin Bürger als Frederike wird zur festen Serienfigur der Ehrlicher-und-Kain-Tatorte.

## Rezeption

### Einschaltquoten
Bei seiner Erstausstrahlung am 2. Januar 2000 wurde die Folge Einsatz in Leipzig in Deutschland von 8,39 Millionen Zuschauer gesehen, was einem Marktanteil von 23,06 Prozent entsprach.

### Kritik
Die Kritiker der Fernsehzeitschrift TV Spielfilm bewerten den Film zwar nur mittelmäßig, meinen allerdings anerkennend: „Sodann und Lade überspielen souverän die Motivationslücken [der] Geschichte“. Fazit: „Schön. Diese Kommissare mögen sich und wir sie.“